# Kex
«Kex» — венгерская рок-группа, исполнявшая психоделический арт-джаз.

## История группы
«Kex» был уникальным и неповторимым оркестром, который опередил своё время минимум на 10 лет и бесследно исчез в начале 70-х. Группу основали в декабре 1968 года клавишник Миклош Долевиченьи (Doleviczényi Miklós) и вокалист Янош Бакша Шоош (Baksa Soós János). В классическом её составе были также бас-гитарист Аттила Имре (Imre Attila), ранее игравший в «Memphis», соло-гитарист Иван Бианки (Bianki Iván) и барабанщик Андраш Кишфалуди (Kisfaludy András), будущий сооснователь поп-группы «M7». Их дебют состоялся в культурном центре Горного Института. Зимой 1968-69 года участники «Kex» часто выступали в различных будапештских клубах: на причале Bem, в колледже Bercsényi, в «Парижских Садах», в театре Университета, в пабе Kárpátia, на танцплощадке Citadella, в Молодёжном Парке Буды, в клубе «Коктейли на Дунае» и других. Их внешность и манера исполнения неизменно вызывала бурную реакцию аудитории от недоумения до восторга. Молодёжный журнал Ifjúsági Magazin в июне 1969 года разместил о «Kex» статью, в которой назвал музыку группы необычной, а тексты странными, а жюри любительского творческого фестиваля Salgótarjáni Beat Fesztivál единодушно присудило им Золотой диплом.
Стиль, в котором работала «Kex», можно определить как «психоделический арт-джаз». Музыканты всегда исполняли только свои собственные композиции; автором музыки обычно был Долевиценьи, а Бакша Шоош сочинял тексты и придумывал оформление сцены. Доминирующими инструментами в аранжировках были клавишные (фортепиано и орган), однако главным в творчестве «Kex» была не музыка, а спектакль, который разворачивался перед публикой. Члены команды были новаторами во всём, они создавали на сцене свой индивидуальный мир, и их гротескные выступления доходили до абсурда, отчего в 80-х их признали «предтечей панк-рока». Центральной фигурой шоу был Янош Бакша Шоош, которого можно назвать венгерским Дэвидом Боуи. Он был скорее не певцом, а актёром, — постоянно разыгрывал перед аудиторией небольшие пантомимы и вовлекал зрителей в происходящее действие. У него было множество образов и ролей и всевозможные яркие костюмы — красные брюки, белые колготки, соломенного цвета парик, усы как у Сальвадора Дали, которые придавали выступлениям «Kex» помпезность и иронию. Группа никогда не давала два одинаковых концерта, их шоу всегда были спонтанными, музыканты импровизировали в зависимости от реакции публики. Психоделическая музыка вкупе с сюрреалистическими текстами, изобиловавшими параболами и аллегориями, превращали выступления «Kex» в некий ритуал, сокровенный смысл которого был понятен лишь избранным. Поэтому у группы постепенно сформировалась своя собственная аудитория из нескольких сотен студентов и интеллектуалов, которые стремились снова и снова оказаться в странном мире, создаваемом её участниками. Некоторые известные венгерские музыканты (гитаристы Дьюла Бабош из «Futurama» и Янош Заводи из «Mini», саксофонист Тамаш Шомло из «Omega» и вокалист Ласло Фёльдеш, будущий основатель «Hobo Blues Band») пытались влиться в состав «Kex», однако им было сложно стать органичной частью вселенной, в которой жила группа.
Спустя всего год после основания коллектива его популярность была уже столь высока, что легендарная рок-команда «Illés» даже пригласила «Kex» совершить с нею совместный тур по Венгрии. Группа засветилась в фильме «Tündérszép leány» («Прекрасная фея», 1969), а в картине «Szép lányok, ne sírjatok» («Милые девушки, не плачьте», 1970) было показано выступление «Kex» в Молодёжном парке Буды, на котором они исполнили композиции «Család» («Семья»), «Tiszta szívvel» («Чистое сердце»), «Nálunk» («С нами»), «Elszállt egy hajó a szélben» («Нёс ветер лодку по ветру») и «Csillagok, ne ragyogjatok» («Звёзды не светят»). Как саундтрек к фильму на лейбле Pepita был выпущен сингл «Elszállt egy hajó a szélben»/«Család» (1970), ещё четыре композиции «Kex» были переданы по радио — «Piros madár» («Красная птица»), «Tiszta szívvel», «Országút szélén» («На обочине шоссе») и «Csillagok, ne ragyogjatok». Всё это привлекло к «Kex» внимание широкой публики и стало толчком к обсуждению их творчества в прессе. В некоторых песнях группы — «Marina, Marina», «Reszket a hold» («Дрожа под луной»), «Volt egyszer egy kiskacsa» («Жил-был утёнок») — обозреватели увидели намёки, ставившие под сомнение общественные ценности, а в других — «Zöld-sárga» («Жёлто-зелёный»), «Elszállt egy hajó a szélben» — желание уйти от реальности. Также две песни «Kex» — «Tiszta szívvel» и «Hetedik» («Седьмой») — были написаны на стихи мятежного поэта начала XX века Аттилы Йожефа (József Attila), увлекавшегося психоанализом и оказавшегося в итоге в псих-лечебнице. Всё это делало творчество группы подозрительным, особенно в период социально-политических потрясений, охвативших Венгрию на рубеже 60-70-х годов.
Уже с осени 1969 года «Kex» вызывала повышенный интерес у спецслужб Венгрии. Агенты, посещавшие её концерты, регулярно докладывали, что группа «влияет на молодёжь в неправильном направлении». Такие цитаты из песен как «мальчик с большим флагом, покачиваясь, идёт к высокой горе» вызывали тревогу у руководства страны. Оно боялось, что музыканты в зашифрованном виде передают публике послания, могущие спровоцировать студентов на протестные анти-системные выступления. Основателя группы Миклоша Долевиценьи постоянно вызывали на допросы, на которых пытались выяснить его дальнейшие намерения и посеять вражду между ним и фронтменом их группы. С ноября 1970 года Янош Бакша Шоош находился под тотальным надзором; несколько раз полицейские издевались над ним, а однажды он пришёл на концерт с окровавленной головой. В результате летом 1971 года он неожиданно эмигрировал из Венгрии в ФРГ и поселился в Западном Берлине, где впоследствии поступил на факультет графики в школе Folkwang. Единственный выпущенный группой сингл был немедленно изъят из продажи. Под давлением спецслужб Аттила Имре и Иван Бианки также приняли решение не заниматься больше музыкой, и психоделический мир «Kex» был окончательно разрушен.
Однако Долевиценьи не собирался сдаваться и продолжал убеждать спецслужбы в своей лояльности к существующей системе. Он и оставшийся с ним барабанщик Андраш Кишфалуди попытались реорганизовать группу и найти других музыкантов. Летом 1971 года в обновлённый состав «Kex» вошли соло-гитарист Янош Рудольф Тот (Tóth János Rudolf), саксофонист Петер Хорват (Horváth Péter) и бас-гитарист Янош Барач (Baracs János), будущий участник группы «Neoton Família». Обзорные статьи в прессе пророчили группе большое и светлое будущее. Неизвестно, было ли это случайным совпадением или нет, но неожиданно весной 1972 года Долевиценьи попал в серьёзное ДТП и несколько месяцев провёл на больничной койке, из-за чего новый коллектив тоже был распущен. В итоге Андраш Кишфалуди также расстался с Миклошем и, объединившись с Дьюлой Тиханьи из «Szivárvány», основал группу «M7». После этого около пяти лет о «Kex» ничего не было слышно, пока в 1977 году лейбл Pepita не объявил о выпуске серии наиболее значимых ретро-хитов «Amikor Én Még Kissrác Voltam». Среди двенадцати переизданных синглов оказался и единственный сингл «Kex». А в 1982 году композиция группы «Család» была включена также в сборник «Rocklegendák».